# Finnur Justinussen
Finnur Justinussen, né le 30 mars 1989 à Tórshavn aux îles Féroé, est un footballeur international féroïen, qui évolue au poste d'attaquant.

## Biographie

### Carrière en club
Avec le club du Víkingur Gøta, Finnur Justinussen dispute 16 matchs en Ligue Europa, pour deux buts inscrits,.
Il termine deux fois meilleur buteur du championnat des îles Féroé, en 2009 et 2011. Avec le Víkingur Gøta, il remporte une fois le championnat des îles Féroé.

### Carrière internationale
Finnur Justinussen compte 6 sélections avec l'équipe des îles Féroé depuis 2012,. 
Il est convoqué pour la première fois en équipe des îles Féroé par le sélectionneur national Lars Olsen, pour un match amical contre l'Islande le 15 août 2012. Il entre à la 65e minute de la rencontre, à la place de Jóan Símun Edmundsson. Le match se solde par une défaite 2-0 des Féroïens. 

## Palmarès

### En club
- Avec le Víkingur Gøta
  - Champion des îles Féroé en 2016
  - Vainqueur de la Coupe des îles Féroé en 2009, 2013 et 2015
  - Vainqueur de la Supercoupe des îles Féroé en 2014 et 2015

### Distinctions personnelles
- Meilleur buteur du Championnat des îles Féroé en 2009 (19 buts) et 2011 (21 buts)